# قله مسکو
قله مسکو (به لاتین: Moscow Peak) یک کوه در تاجیکستان است.